# Erik Hansen (zeiler)
Erik Herman Hansen (Kopenhagen, 4 juni 1945) is een Deens zeiler.
Hansen werd in 1976 en 1980 samen met Valdemar Bandolowski en Poul Richard Høj Jensen olympisch kampioen.
In 1987 en 1989 werd Hansen wereldkampioen in de Draak.

## Wereldkampioenschappen
| Jaar | Plaats                       | Resultaten |
| ---- | ---------------------------- | ---------- |
| 1987 | Geelong                      | draak      |
| 1989 | Vlag van Verenigd Koninkrijk | draak      |

## Olympische Zomerspelen
| Jaar | Plaats   | Resultaten |
| ---- | -------- | ---------- |
| 1976 | Kingston | Soling     |
| 1980 | Talinn   | Soling     |

1972: William Allen / William Bentsen / Harry Melges ·
1976: Valdemar Bandolowski / Erik Hansen / Poul Richard Høj Jensen ·
1980: Valdemar Bandolowski / Erik Hansen / Poul Richard Høj Jensen ·
1984: Roderick Davis / Robert Haines / Edward Trevelyan ·
1988: Thomas Flach / Bernd Jäkel / Jochen Schümann ·
1992: Jesper Bank / Steen Secher / Jesper Seier ·
1996: Thomas Flach / Bernd Jäkel / Jochen Schümann ·
2000: Jesper Bank / Henrik Blakskjær / Thomas Jacobsen
- Gemeinsame Normdatei: 1217943803
- Virtual International Authority File: 4857160122848340630008